# 伊良部島

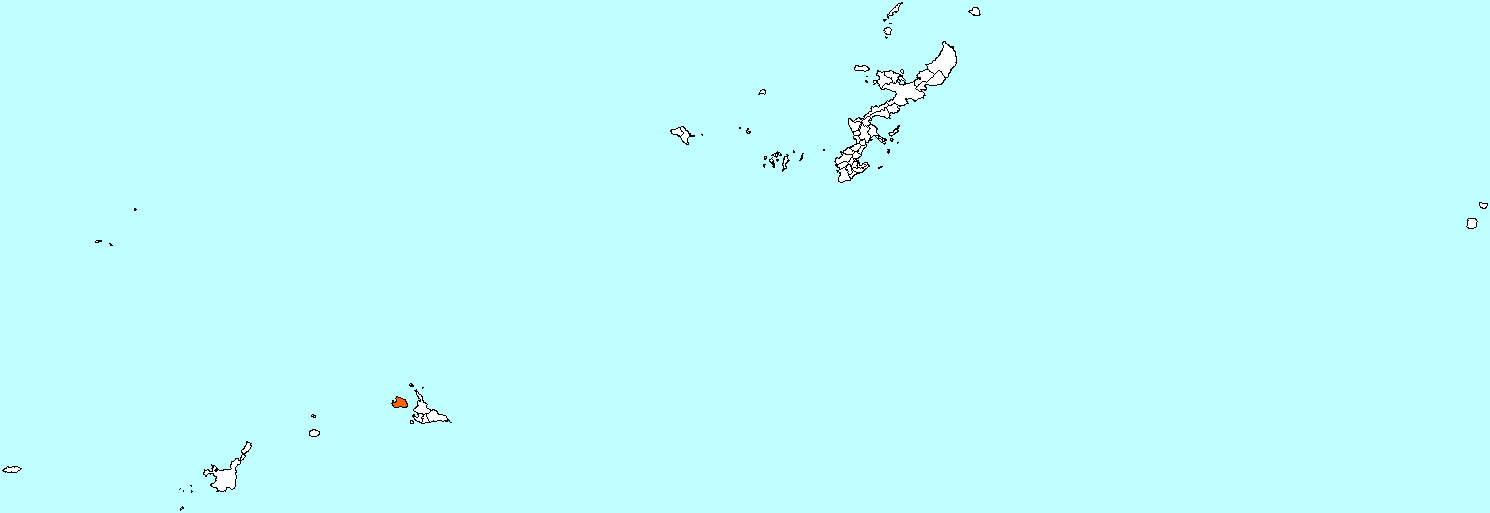
伊良部島の位置

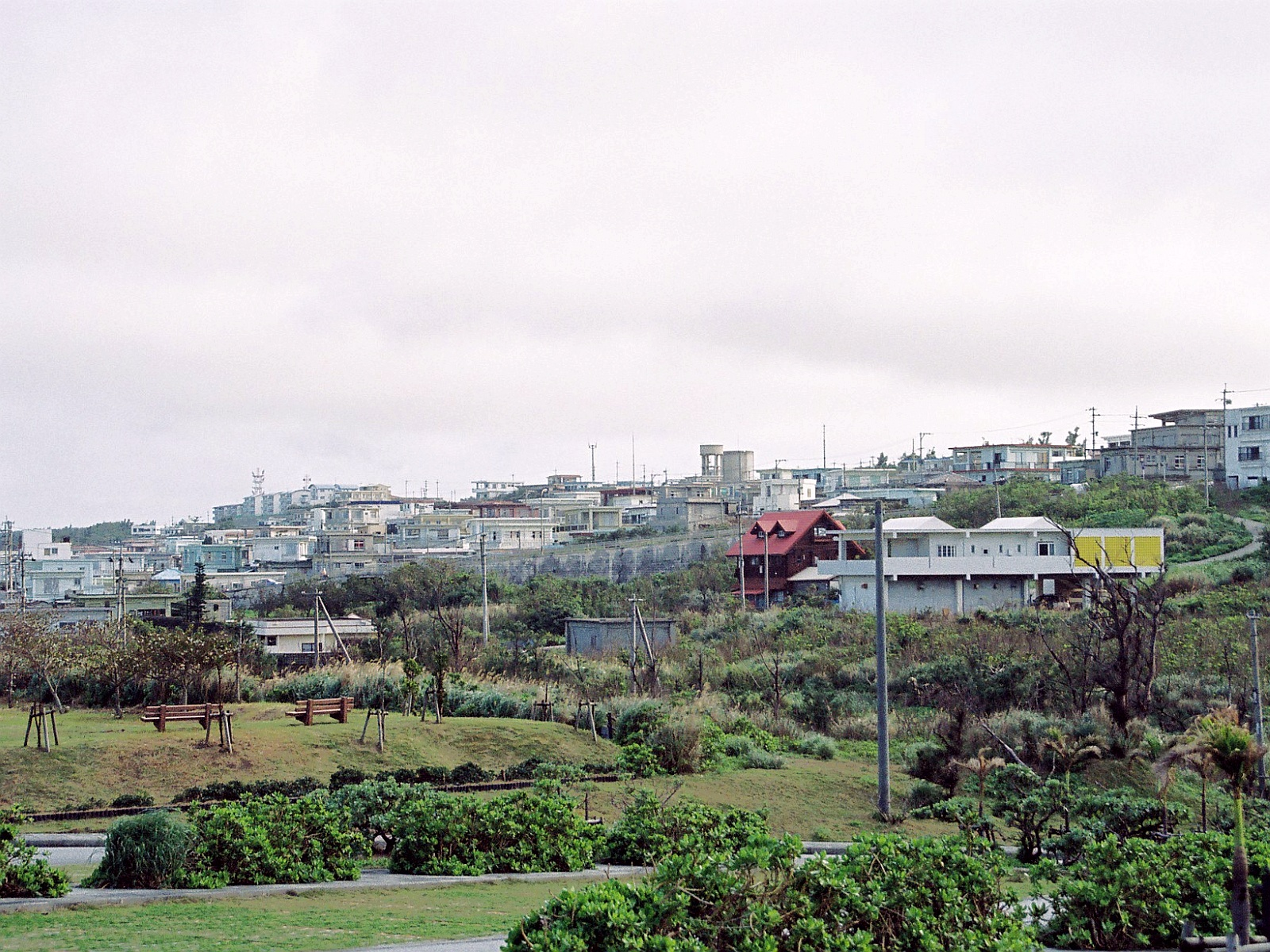
伊良部集落の遠景

伊良部島（いらぶじま）は、宮古列島の島のひとつである。全島が沖縄県宮古島市に属する。
2005年に市町村合併により宮古島市の一部になるまでは、西側に隣接する下地島とともに宮古郡伊良部町を形成し、その中心であった。

## 地理
面積29.06km2、海岸延長72.4km、人口5,054人（住民基本台帳人口、2019年1月1日時点）で、宮古島の北西約5kmに位置する。隆起サンゴの島で、全体に平坦な地形をし、最高地点は南東部にある標高89.0mの牧山である。
西側に下地島が隣接し、両島は幅約40mから100mの入江（水路）で隔てられているが、幅が狭いため航空写真などではあたかも間に川が流れるひとつの島のように見える。この入江にはマングローブがあり、ノコギリガザミなどカニ漁が行われている。入江には南（渡口の浜側）から順に乗瀬（ぬーし）橋、伊良部橋、仲地橋、国仲橋、たいこ橋、なかよね橋の6本の橋が架かっている。このうち乗瀬橋は老朽化のため2009年から通行止めとなり、2013年1月に取り壊された後、架け替えが行われ2019年3月16日に新しい橋が開通した。
宮古島との間には、2015年1月31日に伊良部大橋（本橋部分3,540m）が開通した。佐良浜港と平良港の間で運航されていた定期航路は同日に廃止された。

### 気候
| 伊良部（標高10m）の気候                                         | 伊良部（標高10m）の気候 | 伊良部（標高10m）の気候 | 伊良部（標高10m）の気候 | 伊良部（標高10m）の気候 | 伊良部（標高10m）の気候 | 伊良部（標高10m）の気候 | 伊良部（標高10m）の気候 | 伊良部（標高10m）の気候 | 伊良部（標高10m）の気候 | 伊良部（標高10m）の気候 | 伊良部（標高10m）の気候 | 伊良部（標高10m）の気候 | 伊良部（標高10m）の気候 |
| 月                                                              | 1月                     | 2月                     | 3月                     | 4月                     | 5月                     | 6月                     | 7月                     | 8月                     | 9月                     | 10月                    | 11月                    | 12月                    | 年                      |
| --------------------------------------------------------------- | ----------------------- | ----------------------- | ----------------------- | ----------------------- | ----------------------- | ----------------------- | ----------------------- | ----------------------- | ----------------------- | ----------------------- | ----------------------- | ----------------------- | ----------------------- |
| 最高気温記録 °C （°F）                                          | 27.8 (82)               | 27.5 (81.5)             | 29.5 (85.1)             | 30.2 (86.4)             | 32.2 (90)               | 33.8 (92.8)             | 35.0 (95)               | 35.1 (95.2)             | 33.9 (93)               | 31.8 (89.2)             | 31.2 (88.2)             | 28.9 (84)               | 35.1 (95.2)             |
| 平均最高気温 °C （°F）                                          | 20.2 (68.4)             | 20.6 (69.1)             | 22.4 (72.3)             | 24.9 (76.8)             | 27.4 (81.3)             | 29.8 (85.6)             | 31.7 (89.1)             | 31.2 (88.2)             | 30.0 (86)               | 27.8 (82)               | 24.9 (76.8)             | 21.7 (71.1)             | 26.05 (78.89)           |
| 日平均気温 °C （°F）                                            | 17.8 (64)               | 18.1 (64.6)             | 19.8 (67.6)             | 22.3 (72.1)             | 24.7 (76.5)             | 27.2 (81)               | 28.8 (83.8)             | 28.3 (82.9)             | 27.2 (81)               | 25.2 (77.4)             | 22.5 (72.5)             | 19.5 (67.1)             | 23.45 (74.21)           |
| 平均最低気温 °C （°F）                                          | 15.5 (59.9)             | 15.8 (60.4)             | 17.2 (63)               | 19.9 (67.8)             | 22.3 (72.1)             | 25.1 (77.2)             | 26.4 (79.5)             | 25.9 (78.6)             | 24.8 (76.6)             | 23.1 (73.6)             | 20.5 (68.9)             | 17.3 (63.1)             | 21.15 (70.06)           |
| 最低気温記録 °C （°F）                                          | 6.9 (44.4)              | 6.3 (43.3)              | 5.1 (41.2)              | 10.0 (50)               | 14.3 (57.7)             | 16.3 (61.3)             | 22.0 (71.6)             | 21.5 (70.7)             | 17.5 (63.5)             | 16.7 (62.1)             | 10.0 (50)               | 6.4 (43.5)              | 5.1 (41.2)              |
| 降水量 mm （inch）                                              | 116.9 (4.602)           | 122.4 (4.819)           | 128.6 (5.063)           | 152.1 (5.988)           | 184.6 (7.268)           | 174.3 (6.862)           | 102.4 (4.031)           | 208.0 (8.189)           | 194.6 (7.661)           | 129.6 (5.102)           | 116.1 (4.571)           | 129.0 (5.079)           | 1,758.4 (69.228)        |
| 平均降水日数 （≥1.0 mm）                                        | 12.9                    | 11.7                    | 12.9                    | 10.2                    | 10.7                    | 10.4                    | 9.2                     | 12.3                    | 11.9                    | 9.2                     | 11.1                    | 10.5                    | 133                     |
| 平均月間日照時間                                                | 93.9                    | 94.6                    | 125.0                   | 127.8                   | 130.0                   | 150.7                   | 208.1                   | 210.6                   | 189.2                   | 170.3                   | 128.3                   | 111.5                   | 1,740                   |
| 出典1：理科年表                                                 |                         |                         |                         |                         |                         |                         |                         |                         |                         |                         |                         |                         |                         |
| 出典2：気象庁（平均値：1978年 - 2000年、極値：1978年 - 2009年） |                         |                         |                         |                         |                         |                         |                         |                         |                         |                         |                         |                         |                         |

## 集落
宮古島市に合併後は下記の行政区（集落）の前に旧町名の「伊良部」が併記され、「宮古島市伊良部字○○」となった。
- 池間添（いけまそえ）
- 前里添（まえざとそえ）
- 佐和田（さわだ）
- 長浜（ながはま）
- 国仲（くになか）
- 仲地（なかち）
- 伊良部（いらぶ）

## 教育
- 宮古島市立伊良部島小学校・中学校（結の橋学園） - 宮古島市立伊良部中学校、宮古島市立佐良浜中学校、宮古島市立伊良部小学校、宮古島市立佐良浜小学校を統合して2019年4月に開校。
  - 沖縄県立伊良部高等学校 - 2020年度（2021年3月）をもって閉校し、島内から高等学校がなくなった。

## 交通

### 空路
- 隣接する下地島に下地島空港がある。2019年3月30日から成田国際空港便が運航されており、関西国際空港や香港への便も運航されている。
- 伊良部大橋で繋がる宮古島には宮古空港がある。

### 航路

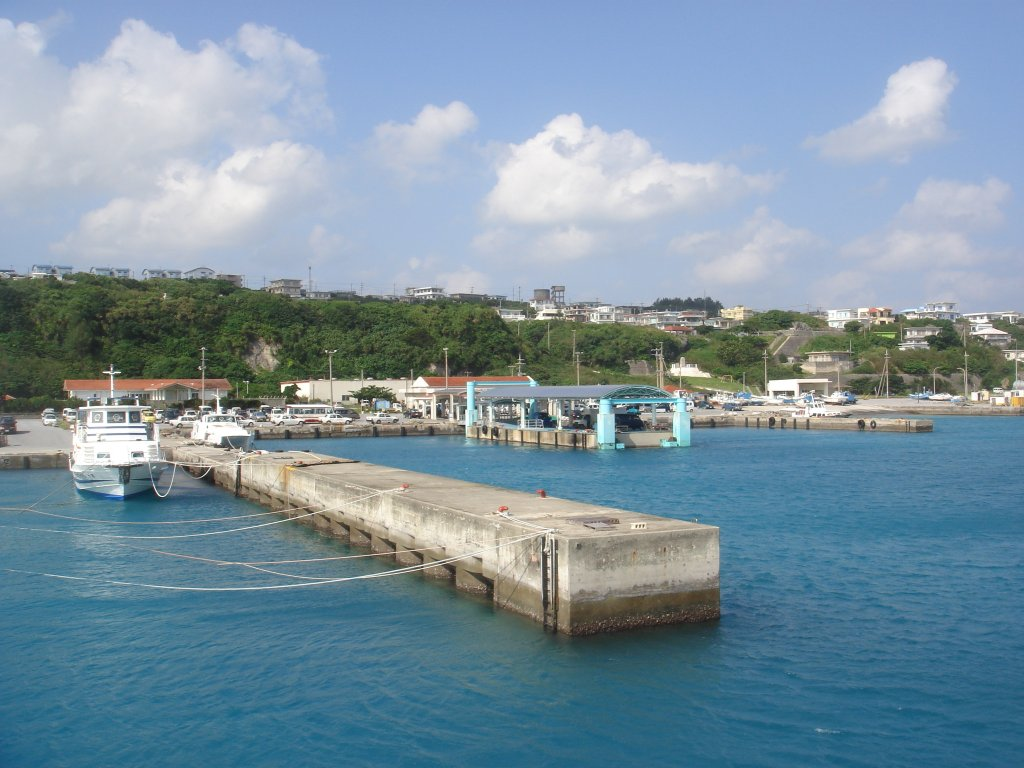
佐良浜港
かつては、宮古フェリー及びはやてが、宮古島の平良港との間で旅客船（高速）及び貨客船（カーフェリーの定期航路を運航していたが、伊良部大橋の開通に伴い2015年1月31日に廃止された。
長山港
地方港湾。定期航路はなし。

### 道路
2015年1月31日に伊良部島と宮古島を結ぶ伊良部大橋（3,540m）が開通した。
- 沖縄県道90号下地島空港佐良浜線
- 沖縄県道204号長山港佐良浜港線
- 沖縄県道252号平良下地島空港線[13]

### 交通機関
路線バス
- 共和バス - 伊良部大橋を渡り伊良部島内と宮古島（平良港）を結ぶ。
- 宮古協栄バス - 宮古島と下地島空港旅客ターミナルを結ぶ空港連絡バス「みやこ下地空港リゾート線」を運行する。伊良部島内では共和バスが通らない島の南岸を通る。島内に複数の停留所を設置しており、下地島空港の航空機の発着に合わせて運行されるが、伊良部島内相互間の利用も可能[14][15][16]。なお、中央交通も、宮古島と下地島空港旅客ターミナルを結ぶ路線を運行しているが、伊良部島内には停車しない[16]。

タクシー・レンタカー
- タクシー[17]・レンタカー数社が島内に本社・営業所を置くほか、橋で繋がる宮古島で営業しているタクシー、レンタカーの利用が可能。また、2019年3月30日の新ターミナル開業に伴い、下地島空港内にレンタカー3社のカウンターが開設された[18]。

## 主要施設
- 宮古島市役所伊良部総合支所
- 琉球放送（RBCiラジオ）・ラジオ沖縄（ROK）・FM沖縄宮古島（伊良部）FMラジオ中継局（RBC・ROKは2005年4月に、FM沖縄は2019年1月開局）
（RBCiは82.7 MHz、ROKは84.1MHz、FM沖縄は77.4MHzで、宮古島市内全域をカバー。NHKラジオとテレビ放送（NHK・民放）の中継局は宮古島にある）

## 名所・旧跡・観光スポット

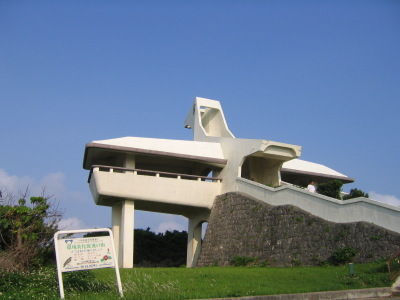
牧山展望台
伊良部島南東部の島内で最も高い場所に位置する展望台。外観はサシバをイメージしている[19]。
- 白鳥崎・西海岸公園
宮古島の西平安名崎や池間島を望む岬とその周囲に整備された公園[20][21]。
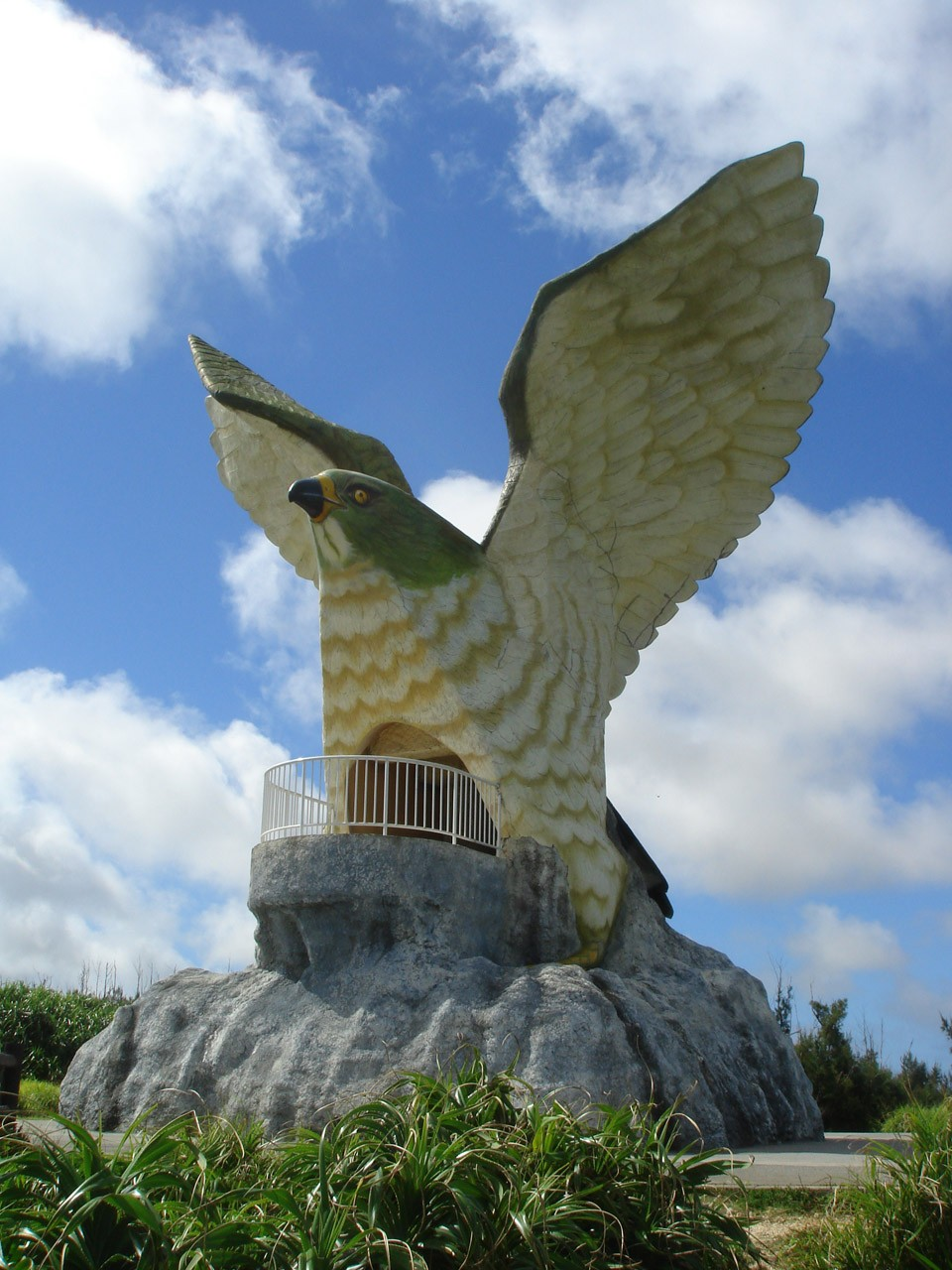
フナウザギバナタ
「フナウザギバナタ」は「船を見送る岬」の意味。サシバを象った展望台があったが、老朽化のため2019年7月10日から立ち入りを禁止して上部構造の解体工事を実施[22][23]。
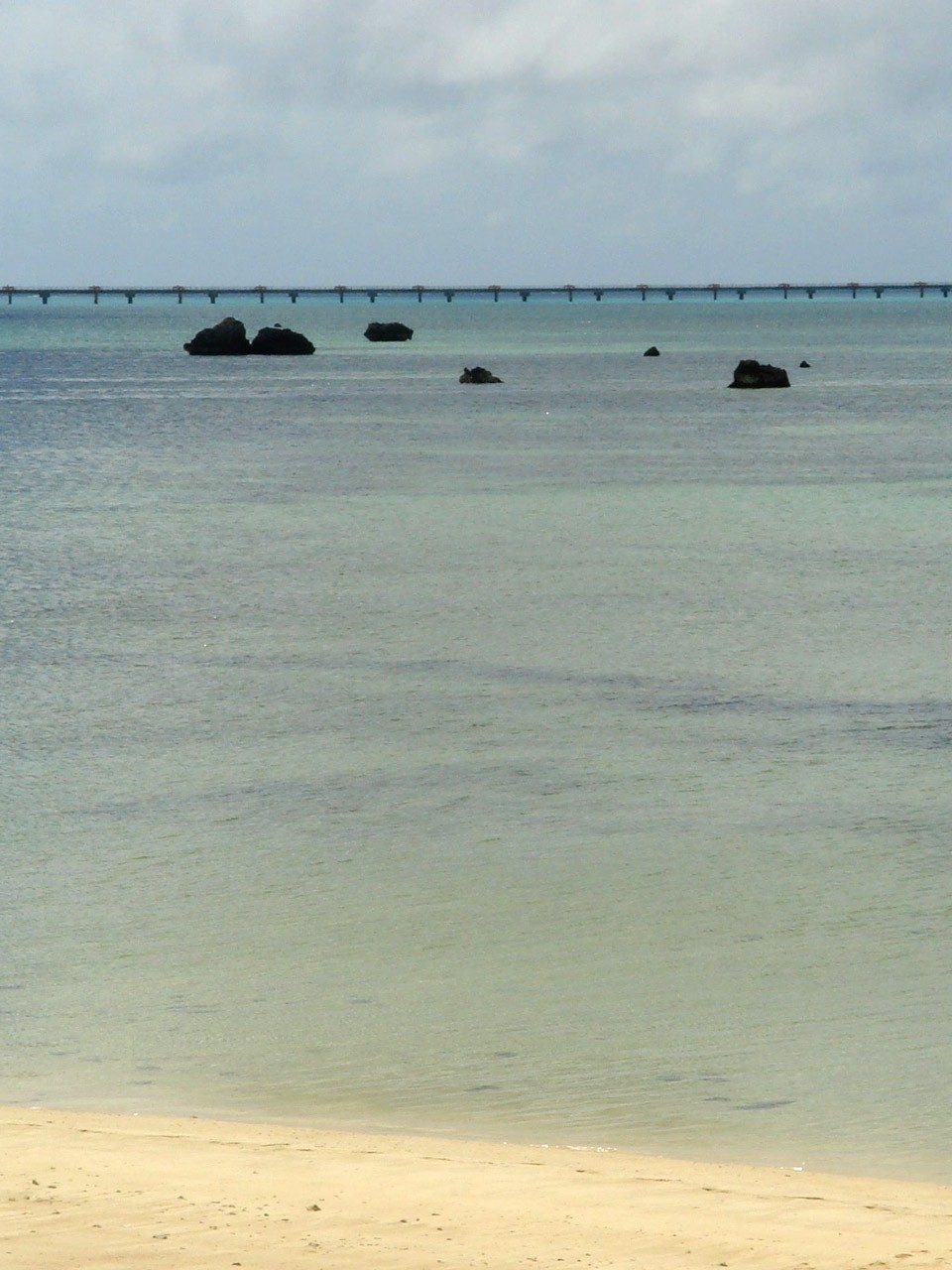
サバウツガー（サバ沖井戸）
1966年に簡易水道が整備されるまで、佐良浜地区で生活用水として利用されてきた井戸。池間島から見るとサメの口に似ていることからサバウツと名づけられたと考えられている[24]。
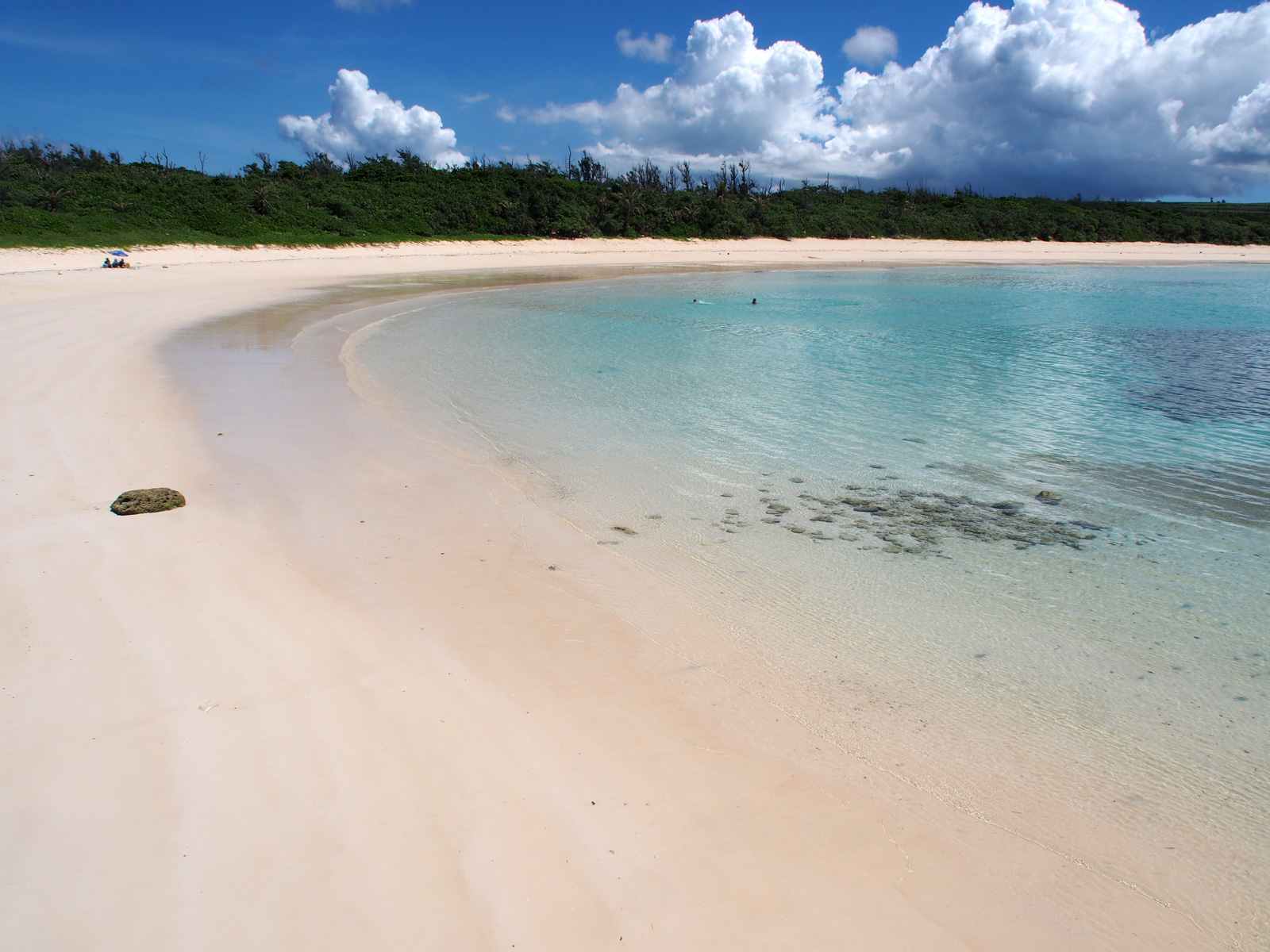
佐和田の浜
伊良部島北西部にある遠浅の海岸。津波で流された巨岩（津波石）が点在する[25][26]。
- 渡口の浜
伊良部島南部に位置し、弓形に延びる白砂の海岸[27]。
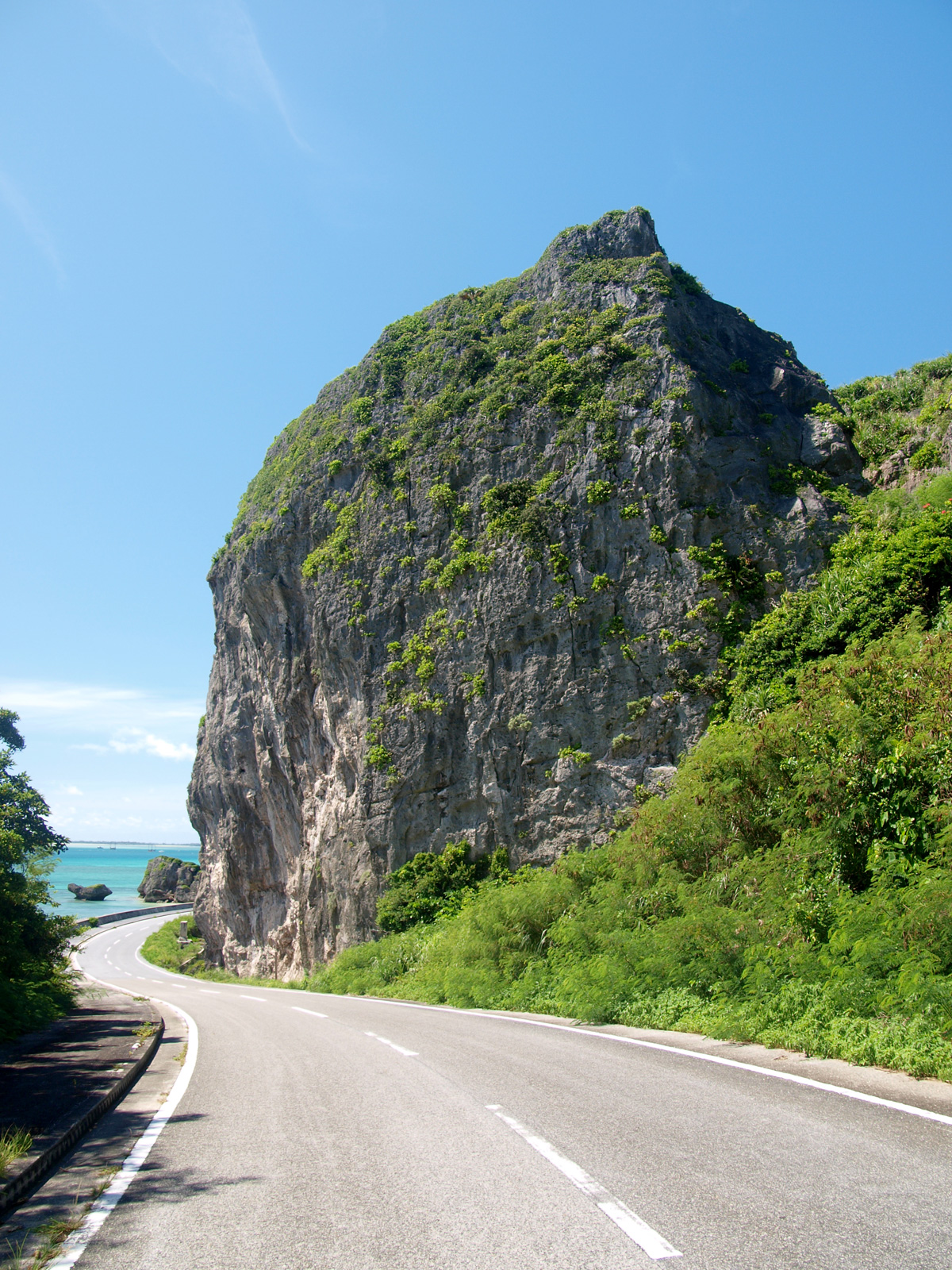
ヤマトブー大岩
宮古島市指定史跡。牧山展望台の下にあるトラパーチンの巨岩で、高さ25m、直径18m、重量3万トン余[28]。

- 牧山展望台
- フナウザギバナタ展望台（上部構造解体前）
- 佐和田の浜
- 渡口の浜
- ヤマトブー大岩

## 祭事・催事
祭事
- サニツ - 旧暦3月3日[29]
- ユークイ（豊年祭）[30]
- 佐良浜ミャークヅツ - 宮古島市指定無形民俗[31]

イベント
- 海神祭 - 旧暦5月4日（ユッカヌヒー）。爬龍船（ハーリー）の競漕が行われる[32]。
- ロマン海道・伊良部島マラソン[33]

## 著名な出身者
- 西原雅一 - 医師、宮古支庁長、宮古群島知事、琉球政府立法院議員
- 嘉大雅 - 琉球放送アナウンサー
- 渡久山慶 - ミュージカル俳優